# صدیق عمر
صدیق عمر (انگلیسی: Siddique Umer؛ زادهٔ ۵ سپتامبر ۱۹۸۲) تیرانداز اهل پاکستان است. وی در بازی‌های المپیک تابستانی ۲۰۰۸ شرکت کرده‌است.